# T-Mobile
A T-Mobile é uma empresa alemã de telefones móveis. A empresa T-Mobile produziu o T-Mobile Sidekick. 
Suas concorrentes nos EUA são as operadoras AT&T e Verizon, principalmente com esta segunda. É a única operadora na América que além de vender, produz uma linha de aparelhos celulares (Sidekick I, Sidekick II, Sidekick III, Sidekick LX, Sidekick Slide e Sidekick 2008).